# قانون صولون

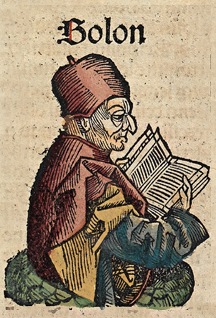
صورة تخيلية لسولون.

قانون صولون أنتخب صولون Solon الحكيم والشاعر حاكما على أثينا في الفترة (594 - 572 ق.م.) وقد قام بعد توليه الحكم بوضع شرائع أو أحكام عرفت باسم «قانون صولون» أو «شرائع صولون» وكان الهدف منها أن تكون دستورا يحكم به البلاد وهو ما يلي باتخاذ:
1. بدأ بإعلان العفو العام لتصفية آثار الماضي.
2. سمح للمنفيين بالرجوع إلى وطنهم وأعاد إليهم الحقوق المدنية (عدا المحكومين بجرائم القتل).
3. ألغى جميع الديون، سواء كانت للأفراد أم للدولة، وأعاد الأملاك المرهونة إلى أصحابها، وحرر الأفراد الذين كانوا قد أصبحوا أقنانا مرتبطين بالأرض بسبب عجزهم عن دفع ديونهم. وأصدر قانونا يحرم استعباد أي شخص في المستقبل مقابل دين يعجز عن تسديده.
4. قام بإصلاحات اقتصادية وضريبية واسعة حيث قسم المجتمع إلي أربع طبقات حسب الدخل وفرض الضريبة وفق ذلك.
5. أوجد مجلس الأربعمائة الذي ينتخب من قبل القبائل الأربع في أثينا (لكل قبيلة 100) ومهمة هذا المجلس هي تهيئة المشاريع التي يجب عرضها على مجلس الشيوخ.
6. قام بإحياء مجلس الشعب الذي يشترك جميع المواطنين في مناقشاته، وعهد إليه مهمة انتقاء الحكام حيث كانوا ينتخبون سابقا من قبل مجلس الشيوخ. وكان جميع الموظفين مسؤولين تجاه هذا المجلس الذي يستطيع معاقبة أي موظف، ويحق له أن يحاسب الحكام والقواد عند انتهاء مدة عملهم، وأن يحرمهم من أن يصبحوا أعضاء في مجلس الشيوخ.
7. أسس مجلس المحلفين الذي يتألف من ستة آلاف عضو، ينتقون بالقرعة من جميع الطبقات والذي ينقسم إلى محاكم متعددة تنظر في جميع القضايا عدا حوادث القتل. ويحق لهذا المجلس أن ينظر في كل اعتراض على أي عمل من أعمال الموظفين.

وقد نقشت شرائع صولون على لوحات مثلثة تدور على محور وتم وضعها في الرواق الملكي حيث كان يجلس الحاكم والملك للقضاء وأقسموا جميعاً بأن يتقيدوا بها.
وهكذا أصبحت إدارة الدولة منذ ذلك الوقت خاضعة لقوانين مكتوبة ثابتة، بعد أن كانت تسير حسب أوامر وقرارات ارتجالية.
وقد قيل إن سولون جعل الأثينيين يَعِدُونه بالالتزام بقوانينه لمدة 10 سنوات. وترك البلاد بعد ذلك. وعندما رجع بعد 10 سنوات وجد البلاد تخوض حربًا أهلية وسرعان ما سيطر بيزيستراتوس على الأمور. وبعد معارضته بيزيستراتوس، تقاعد سولون وابتعد عن الحياة العامة.

## وصلات خارجية
كتاب قصة الحضارة

## هوامش
1. ↑  ويل ديورنت. قصة الحضارة. كتاب حياة اليونان. ص 208
2. ↑  صانعو التاريخ - سمير شيخاني .
3. ↑  1000 شخصية عظيمة - ترجمة د.مازن طليمات .